# شوریده‌ماهی چشم‌بزرگ
شوریده‌ماهی چشم‌بزرگ (نام علمی: Pennahia anea) نام یک گونه از تیره شوریده‌ماهیان است.